# Mohammad Abd al-Ghaffar asch-Scharif
Mohammad Abd al-Ghaffar asch-Scharif (arabisch محمد عبد الغفار الشريف, DMG Muḥammad ʿAbd al-Ġaffār aš-Šarīf; * 11. November 1953) ist ein islamischer Rechtswissenschaftler aus Kuwait. Er ist der Generalsekretär des Ministeriums für Religiöse Angelegenheiten von Kuwait. Er ist Professor der Fakultät für Scharia und Islamische Studien an der Kuwait University.
2006 gehörte er zu den Unterzeichnern eines offenen Briefs islamischer Gelehrter an Papst Benedikt XVI. nach dessen Regensburger Rede.
Er war einer der 138 Unterzeichner des offenen Briefes Ein gemeinsames Wort zwischen Uns und Euch (engl. A Common Word Between Us & You), den Persönlichkeiten des Islam an „Führer christlicher Kirchen überall“ (engl. "Leaders of Christian Churches, everywhere …") sandten (13. Oktober 2007).